# アリアナ・フォンタナ
アリアナ・フォンタナまたはアリアンナ・フォンタナ（Arianna Fontana、女性、1990年4月14日 - ）は、イタリアのスピードスケート選手（ショートトラック）。500mのスペシャリストである。
冬季オリンピックでは計11個のメダルを獲得している。2006年のトリノオリンピックでは3000メートルリレーで銅メダルを獲得し、2010年のバンクーバーオリンピックでは500mで銅メダルを獲得した。2014年のソチオリンピックでは500mで銀メダル、1500mで銅メダルを獲得し、3000mリレーで銅メダルを獲得した。2018年の平昌オリンピックでは500mで金メダル、3000mリレーで銀メダル、1000mで銅メダルを獲得した。2022年の北京オリンピックでは500mで金メダル、1500mで銀メダル、混合団体で銀メダルを獲得した。

## 経歴
2010年にカナダで開催されたバンクーバーオリンピックでは500mで銅メダルを獲得した。金メダルは中国の王濛、銀メダルはカナダのマリアンヌ・サン＝ジェレだった。1500mは準決勝で敗退し、1000mは準々決勝で敗退した。
2014年にロシアで開催されたソチオリンピックでは500mで銀メダルを獲得した。決勝では韓国のパク・スンヒ、イギリスのエリス・クリスティとフォンタナの3人が交錯して転倒した。唯一巻き込まれなかった李堅柔が1着となり、クリスティが2着、フォンタナが3着となったが、クリスティが失格となったためにフォンタナが銀メダルを獲得したのである。ソチオリンピックでは1500mで銅メダルを獲得した。
2018年に韓国で開催された平昌オリンピックの開会式ではイタリア選手団の旗手を務めた。同オリンピックでは、500mで金メダルを獲得している。

## 国際大会での表彰台
| 大会           | 1位 | 2位 | 3位 |
| -------------- | --- | --- | --- |
| オリンピック   | 1   | 1   | 4   |
| 世界選手権     | 1   | 6   | 7   |
| 世界団体選手権 | 0   | 0   | 1   |
| ワールドカップ | 1   | 1   | 4   |
| 欧州選手権     | 24  | 12  | 5   |